# Åke Claesson
Åke Claesson (Stoccolma, 2 luglio 1889 – Stoccolma, 29 maggio 1967) è stato un attore svedese.

## Biografia
Fu un noto caratterista nel cinema svedese dagli anni trenta all'inizio degli anni sessanta.

## Filmografia
- Strada di ferro (Himlaspelet), regia di Alf Sjöberg (1942)
- Resan bort, regia di Alf Sjöberg (1945)
- Iris fiore del nord (Iris och löjtnantshjärta), regia di Alf Sjöberg (1946)
- Musica nel buio (Musik i mörker), regia di Ingmar Bergman (1948)
- Eva (film 1948), regia di Gustaf Molander (1948)
- Karin Månsdotter, regia di Alf Sjöberg (1954)
- Esistono gli angeli? (Änglar, finns dom?), regia di Lars-Magnus Lindgren (1961)